# Florin Ioan Pelecaci
Florin Ioan Pelecaci (Nagybánya, 1980. január 6. –) román labdarúgó, jelenleg egyik csapatnak sem tagja, a Diósgyőri VTK-ból 2009. június 3-án közös egyeztetés alapján eltávozott. Anyanyelvén, a románon kívül, olaszul és angolul beszél. 2008 novemberében egy kisfia született.

## Életpályája

### Diósgyőr
A román labdarúgó 2008 januárjától volt a keret tagja. A meccseken eddig ritkán szerepelt, mivel a balszerencsés sérülések nem kerülték el a játékost. Eddig a Diósgyőr színeiben egy gólt szerzett 2008.augusztus 22-én a Vasas ellen, amit félpályáról rúgott az ellenfél kapujába. 2009 nyarán bontották fel szerződését.

### Korábbi klubjai
- Maramures Baia Mare
- Gloria Bistrita
- Srem
- FC Unirea
- National Bucuresti

### NB1-es pályafutása
- Játszott meccsek: 22
- Gólok: 1